# Jeff Strasser
Jeff Strasser (Mondorf-les-Bains, Luxemburgo, 5 de octubre de 1974) es un exfutbolista luxemburgués, se desempeñaba como defensa. Con 98 partidos, es el segundo jugador que más partidos ha disputado con la selección de fútbol de Luxemburgo solo después de Mario Mutsch quien tiene el récord de 100 partidos disputados. Actualmente ejerce de entrenador.

## Clubes
| Club                     | País       | Año         | Partidos | Goles |
| FC Metz                  | Francia    | 1993 - 1999 | 67       | 1     |
| 1. FC Kaiserslautern     | Alemania   | 1999 - 2002 | 81       | 7     |
| Borussia Mönchengladbach | Alemania   | 2002 - 2006 | 114      | 3     |
| RC Estrasburgo           | Francia    | 2006 - 2007 | 26       | 1     |
| FC Metz                  | Francia    | 2007 - 2009 | 39       | 0     |
| CS Fola Esch             | Luxemburgo | 2009        | 2        | 1     |
| Grasshoppers             | Suiza      | 2009 - 2010 | 6        | 0     |
| CS Fola Esch             | Luxemburgo | 2010 - 2012 | 1        | 0     |

- Datos: Q454859